# Paleta zoomórfica

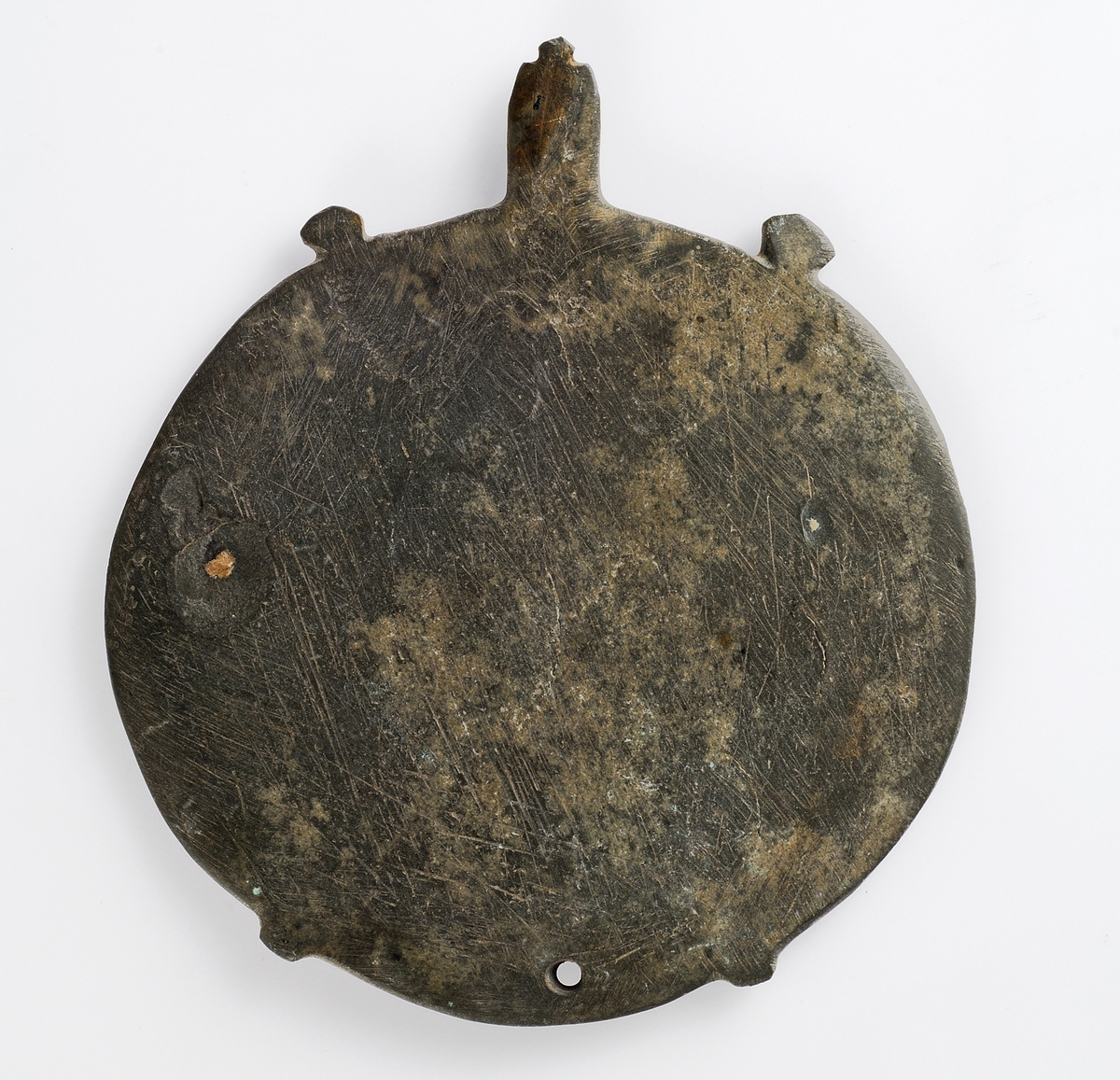
Paleta en forma de tortuga del Nilo.

La paleta zoomórfica es un tipo de paleta cosmética fabricada durante el periodo predinástico de Egipto. Las paletas se encuentran en lugares de enterramiento, por ejemplo en Abidos, en la segunda mitad del cuarto milenio a. C.

## Visión general

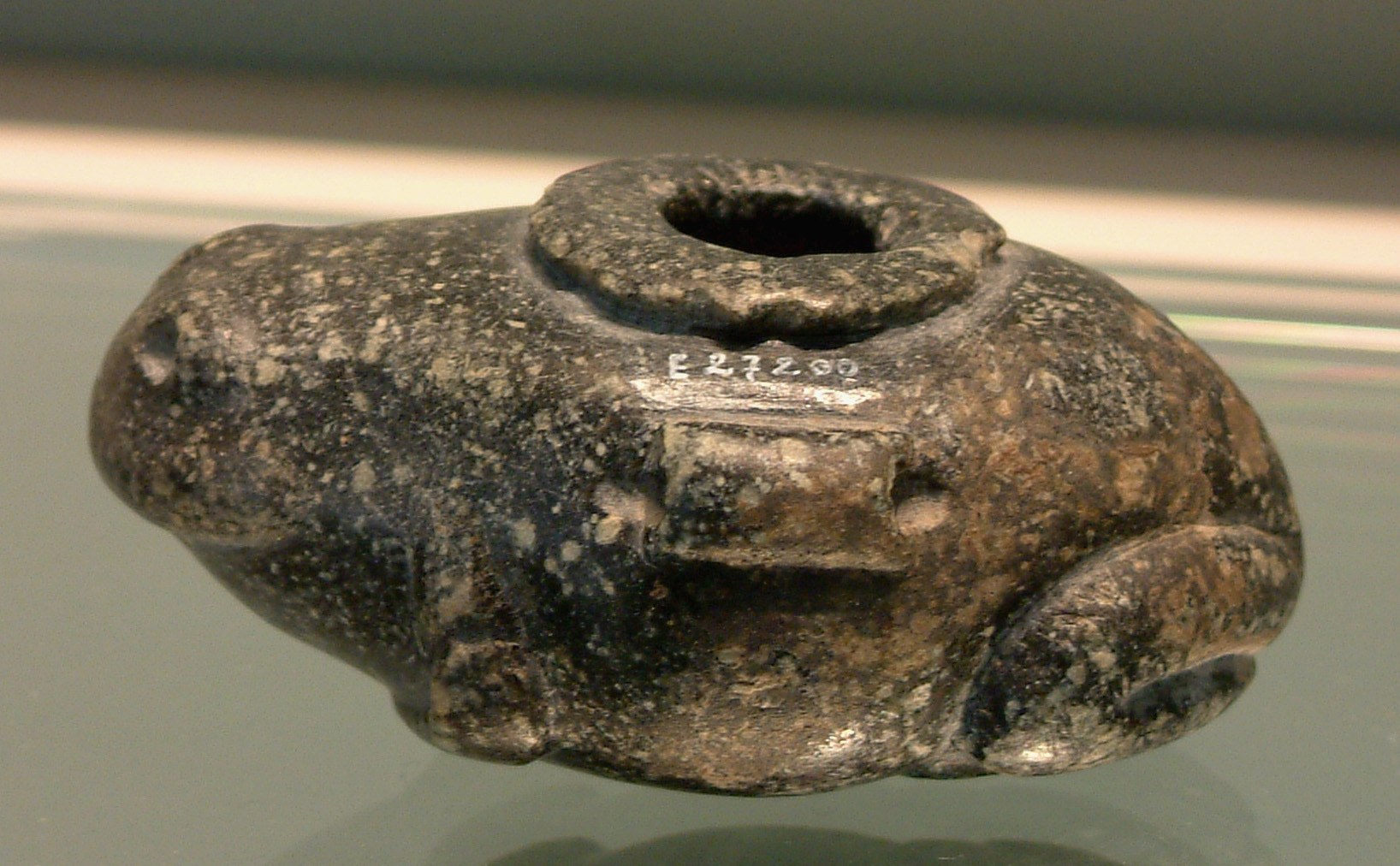
Un ejemplo de cuenco zoomorfo, piedra perforada.

El término zoomorfo, o estilo animal, se refiere a que la paleta está hecha con la forma del animal representado. Algunos ejemplos de piezas con formas similares se realizan en cerámica, concretamente cuencos de piedra perforada con forma zoomorfa. Las formas de animales eran comunes en la prehistoria de las regiones iraníes. Algunos ejemplos de tipos de animales representados son tortugas, peces, hipopótamos, cocodrilos, patos y elefantes.
Muchos ejemplos presentan incrustaciones de concha que representan los ojos del animal. Otros detalles del animal, como las aletas de un pez, también solían representarse con incisiones. Algunas paletas contienen agujeros de suspensión.  En el periodo Naqada II, el centro de estas paletas zoomorfas siempre se deja libre de decoración para facilitar el uso funcional del objeto. Algunos ejemplos presentan centros desgastados y dañados, así como manchas de pigmento, debido a su larga historia de uso, posiblemente durante varias generaciones. Parece que el tipo de paleta zoomorfa fue posterior a la creación del tipo de paleta cosmética romboidal.

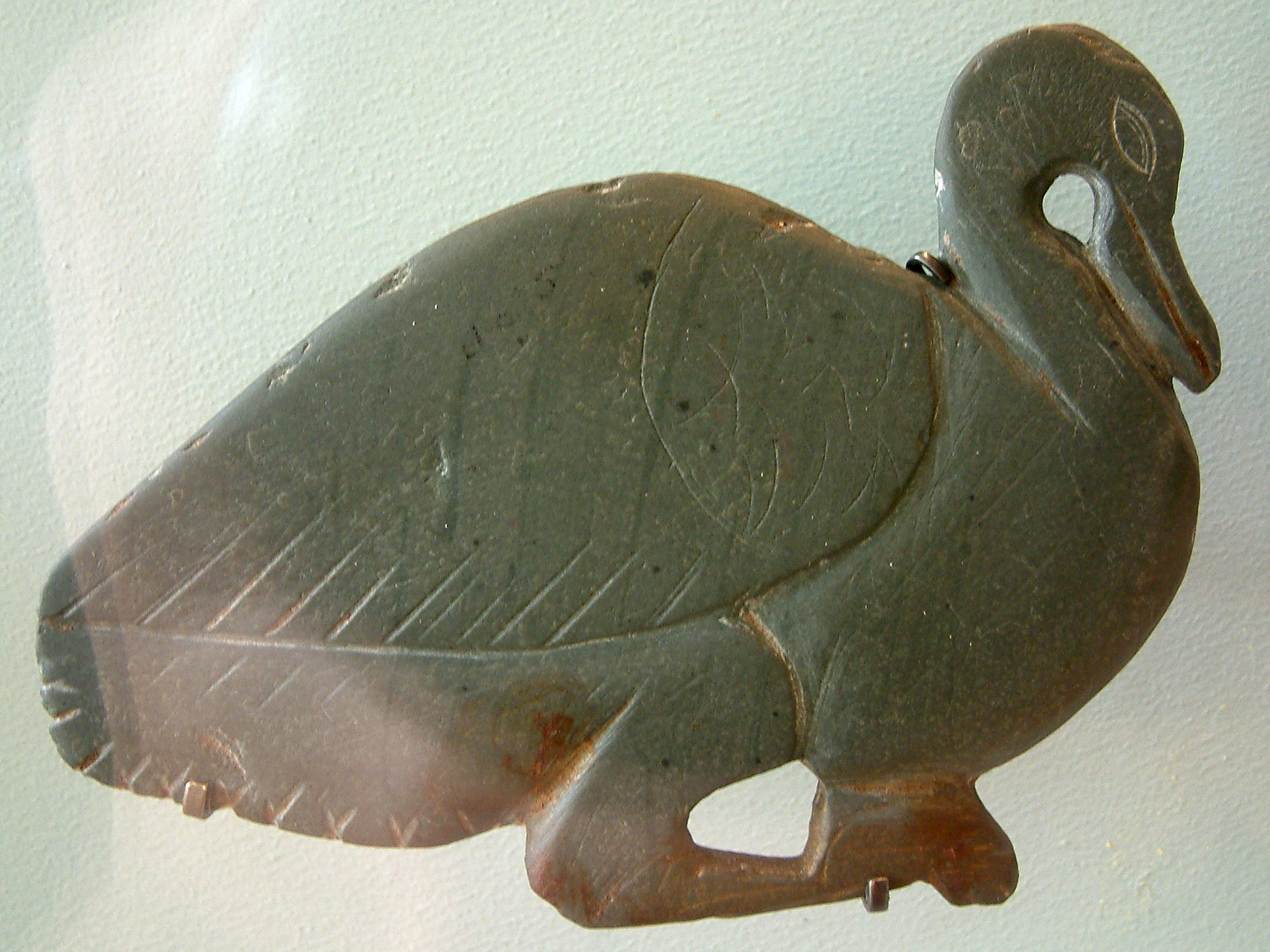
Pato-(ganso).
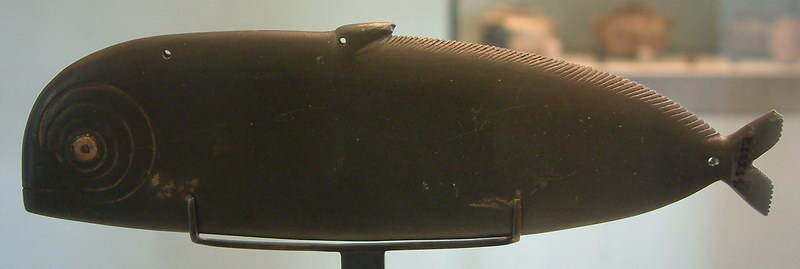
Pez-(tipo atípico).
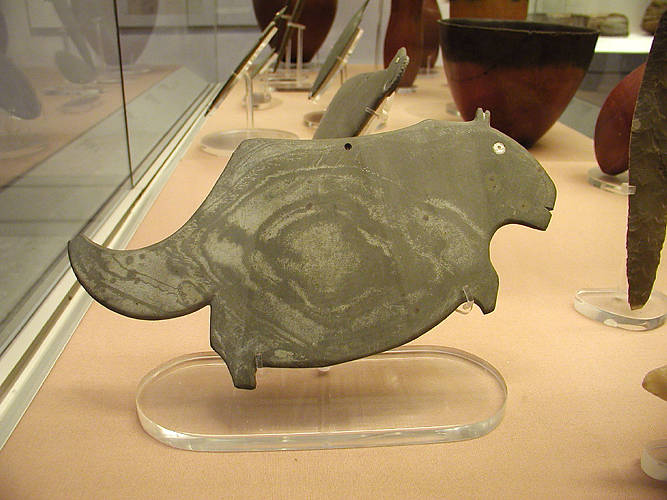
Forma de hipopótamo.
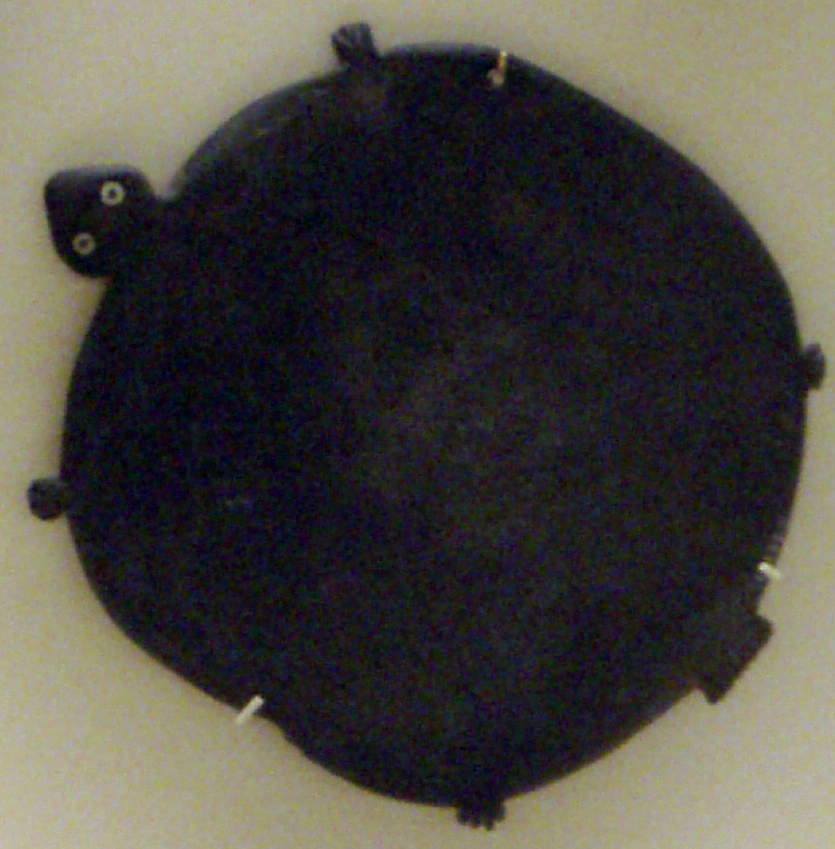
Tortuga.